# Curtis Wilbur
Die USS Curtis Wilbur (DDG-54) ist ein Lenkwaffenzerstörer der United States Navy. Sie gehört der Arleigh-Burke-Klasse an. Das Schiff ist nach dem 34. Marineminister, Curtis D. Wilbur, benannt.

## Geschichte

### Bau
Ende 1988 wurde der Auftrag über den Bau von DDG-54 an Bath Iron Works vergeben. Dort wurde das Schiff im März 1991 auf Kiel gelegt. Nach 14 Monaten im Trockendock und fast zwei Jahren für Endausrüstung und Erprobungsfahrten wurde die Curtis Wilbur am 19. März 1994 in Dienst gestellt. Erster Heimathafen war San Diego.

### Einsatzfahrten
Die ersten Einsatzfahrten fanden im Sommer des Jahres 1994 statt, der Zerstörer nahm an dem Manöver RIMPAC im Pazifik teil. Ab Oktober 1994 wurden Frauen in die Crew aufgenommen, die Curtis Wilbur war damit das erste AEGIS-Schiff mit Frauen an Bord. Die erste Verlegung führte das Schiff 1995 in den Persischen Golf, wo die Curtis Wilbur an der Operation Southern Watch teilnahm.
1996 änderte der Zerstörer seinen Heimathafen, als forward deployed unit fuhr das Schiff seitdem vom japanischen Hafen  Yokosuka aus seine Einsätze. Von dort aus folgte 1997 die erste Fahrt mit dem Flugzeugträger Independence, später noch lokale Übungen und Manöver.
1998 wurde die Curtis Wilbur erstmals in Yokosuka überholt. Danach nahm sie an Übungen mit der Marine Südkoreas teil. 1999 fand eine Einsatzfahrt mit der Kitty Hawk statt. Zusammen mit der Chancellorsville verlegten die drei Schiffe mit Hochgeschwindigkeit in den Persischen Golf, wo erneut die Operation Southern Watch im Vordergrund stand. 2001, wiederum mit der Kitty Hawk, nahm das Schiff an der Operation Enduring Freedom teil. 2006 und 2007 nahm der Zerstörer mit der Kitty Hawk an der Übung Valiant Shield teil, 2007 außerdem an Exercise Malabar mit indischen, japanischen, australischen und singapurischen Marinekräften. 2008 verlegte der Zerstörer wieder mit der Kitty Hawk und nahm mit der Kampfgruppe an einem Hafenbesuch in Hongkong teil. Ende März 2010 wurde der Zerstörer eingesetzt, um nach Überlebenden von Bord der Cheonan zu suchen. Das südkoreanische Schiff war nach offiziellen Untersuchungen vor der nordkoreanischen Küste torpediert worden, ein nordkoreanisches U-Boot soll den Angriff durchgeführt haben.
Im März 2011 wurde die Curtis Wilbur vor die Küste von Miyagi geschickt, um nach dem Tōhoku-Erdbeben nach Überlebenden zu suchen.
Am 19. Mai 2021 durchquerte das Schiff die Taiwanstraße und löste damit heftige Proteste in China aus.